# جیمز تی گودریچ
جیمز تی گودریچ (انگلیسی: James Tait Goodrich; ۱۶ آوریل ۱۹۴۶ – ۳۰ مارس ۲۰۲۰) جراحی مغز و اعصاب اهل ایالات متحده آمریکا و یکی از جراحان سرشناس مغز و اعصاب در نیویورک بود که به دلیل جراحی‌های موفق خود در جداکردن دوقلوهایی که از ناحیه سر به هم چسبیده بودند شهرت داشت. در اثر ابتلا به کرونا در بیمارستان شهر نیویورک، محل کارش درگذشت.